# Kersley Appou
Kersley Hesman Georges Appou (24 aprile 1970) è un ex calciatore mauriziano, di ruolo attaccante.
Con 10 gol segnati detiene il record di reti della nazionale mauriziana.